# (1600) Высоцки
(1600) Высоцки (англ. Vyssotsky) — типичный астероид главного пояса, который был открыт 22 октября 1947 года американским астрономом Карлом Виртаненом в Ликской обсерватории близ города Сан-Хосе и назван в честь американской женщины-астронома Эммы Высоцки.

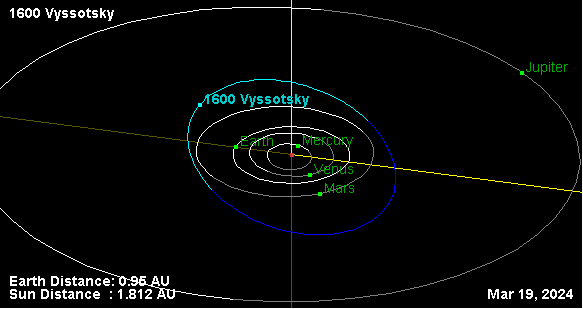
Орбита астероида Высоцки и его положение в Солнечной системе